# Justicia migeodii
Justicia migeodii är en akantusväxtart som först beskrevs av Spencer Le Marchant Moore, och fick sitt nu gällande namn av V.A.W. Graham. Justicia migeodii ingår i släktet Justicia och familjen akantusväxter. Inga underarter finns listade i Catalogue of Life.